# Monts Bintang
Pour les articles homonymes, voir Kabupaten des monts Bintang et Monts Bintang.
Les monts Bintang, en malais Banjaran Bintang, forment une chaîne de montagnes de Malaisie située dans l'État de Perak.

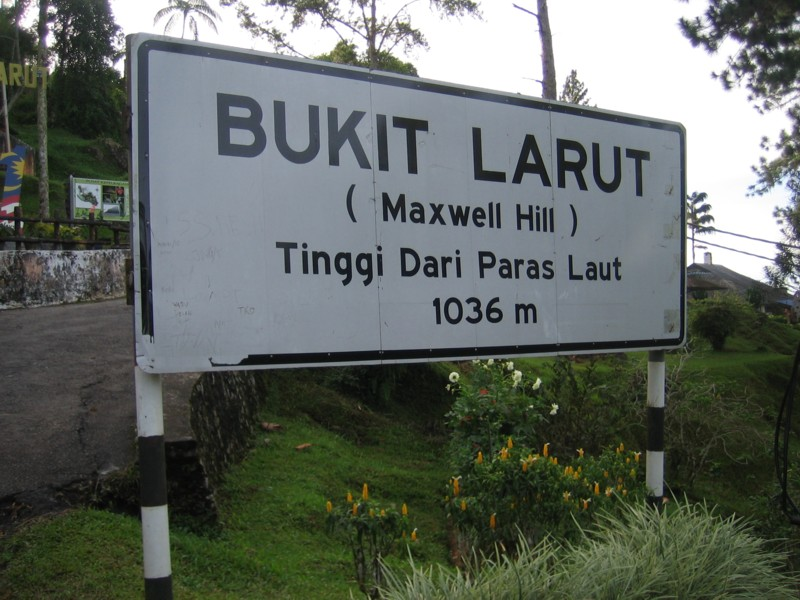
Signalisation de Bukit Larut, une des villes d'altitude des monts Bintang.